# Meroscalsis dohertyi
Meroscalsis dohertyi — жук подсемейства щитовок из семейства листоедов.

## Распространение
Встречается в Папуа-Новой Гвинее.